# Вбивство в зачиненій кімнаті

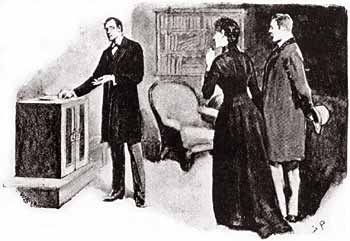
Шерлок Холмс за разгадуванням убивства в зачиненій кімнаті (оповідання «Пістрява стрічка», 1892)

«Вбивство в зачиненій кімнаті» (вбивство в замкненій кімнаті, загадка замкненої кімнати) — класична для детективної прози схема сюжету, коли вбивство (рідше — крадіжка) відбувається в такому місці злочину, куди ніхто з боку не міг прийти і звідки ніхто не міг вийти. При цьому створюється враження, що злочин не міг бути скоєним, бо злочинець немов би розчинився в повітрі.
Злочин (вбивство) в замкненій зсередини кімнаті донині лишається однією з центральних тем детективної літератури.

## Історія
Тема непояснених подій, що відбуваються в зачиненому приміщенні, відома світовій літературі з глибокої давнини. Такі розповіді зустрічаються у Геродота (сюжет про Рампсиніту у 2-й книзі «Історії») і в біблійній книзі пророка Даниїла (історія про Бела і дракона в 14-му розділі). Ці сюжети розглядаються сучасною критикою як прототипи детективної «таємниці зачиненої кімнати».
Першим детективним твором, що базується на сюжеті «вбивства в зачиненій кімнаті», вважається «Вбивство на вулиці Морг» Едґара По (1841); цей же твір вважається й першим твором в детективному жанрі. Тема тісно замкнутого, обмеженого простору характерна й для недетективних оповідань По; модель «зачиненої кімнати» у По походить, мабуть, від художніх експериментів із замкнутим простором в романтичній літературі і від популярного в попередній, готичній, літературі хронотопу замкнутого простору замку. Існують і більш ранні оповідання, засновані на розгадуванні «таємниці зачиненої кімнати», але вони не отримали популярності.
Першим з відомих детективних романів, заснованих на вбивстві в зачиненій кімнаті, став виданий в 1891 році роман «Таємниця Біґ-Бов» (англ. The Big Bow Mistery) письменника Ізраеля Занґвілла.
В 1907 році Ґастон Леру публікує роман «Таємниця жовтої кімнати», що мав шалений успіх у французької публіки і викликав масу наслідувань. Це перший роман, цілком побудований навколо головоломки злочину, який, здавалося б, неможливо здійснити виходячи з законів фізики. Книгу Леру вважав еталоном Джон Діксон Карр — письменник, який спеціалізувався на вбивствах в зачинених кімнатах. Його роман «Три труни» (1935) високо цінується експертами з детективної літератури. У романі описані кілька ідеально побудованих злочинів в замкнених просторах, а в одній із глав детектив Ґідеон Фелл зачитує цілу лекцію з приводу технічних аспектів і класифікації таких злочинів («Лекція про зачинену кімнату»).

## Приклади використання схеми
Злочин в зачиненій кімнаті був основою творів багатьох авторів, в тому числі таких класиків детективного жанру, як Конан Дойль («Танцюючі чоловічки», «Пістрява стрічка», «Долина жаху», «Знак чотирьох», «Горбань» тощо); багато злочинів в зачинених локаціях описали в своїх творах Агата Крісті («Десятеро негренят», «Мишоловка», «Убивство у «Східному експресі»» тощо), Г. К. Честертон («Невидимка»), Умберто Еко («Бавдоліно»), Буало-Нарсежак («Інженер занадто любив цифри») та інші автори.

### Дитяча література
Схема злочину в замкненій кімнаті також представлена в дитячій детективній літературі, хоча злочини там, як правило, менш серйозні, ніж вбивство. Одним з яскравих прикладів є Енід Блайтон, яка написала кілька серій юнацьких детективів, часто показуючи, здавалося б, неможливі злочини, які вдалося розслідувати її молодим детективам-аматорам.
Скіпетр Оттокара (1938—1939) — єдина з пригод Тінтіна в жанрі злочину зачиненої кімнати. Загадкою є не вбивство, а зникнення королівського скіпетра, що неминуче тягне за собою катастрофічні наслідки для короля.